# I’m Talking About You
«I’m Talking About You» (с англ. — «Я говорю о тебе») — песня, написанная и впервые опубликованная Чаком Берри в виде сингла на лейбле Chess Records (с песней «Little Star» на стороне «Б») в феврале 1961 года (в Великобритании аналогичный сингл вышел в сентябре 1961 года на лейбле Pye International). Песня была включена также в альбом New Juke Box Hits. Существует множество кавер-версий данной песни.

## Кавер-версия «Битлз»
Песня довольно рано вошла в репертуар группы «Битлз». Так, запись её исполнения можно услышать на неофициальном концертном альбоме Live! at the Star-Club in Hamburg, Germany; 1962, представляющем собой записи «живого» выступления группы в Гамбурге в декабре 1962 года.
В марте 1963 года группа исполнила данную песню для радиопрограммы BBC «Saturday Club» (вместе с ещё пятью песнями: «I Saw Her Standing There», «Misery», «Too Much Monkey Business», «Please Please Me» и «Hippy Hippy Shake»). Основную вокальную партию исполнял Джон Леннон, передача шла в прямом эфире с 10 часов утра 16 марта 1963 года. Запись данного выступления была позже включена в компиляционный альбом On Air – Live at the BBC Volume 2 (2013 год).
Примечательно, что «I’m Talking About You» оказала определённое влияние на творчество «Битлз»: басовая партия из их песни «I Saw Her Standing There» копирует партию, звучащую в песне Чака Берри. Данный факт был подтверждён самим Полом Маккартни:

Я играл в точности те же ноты, что и он [Чак Берри], и это превосходно подошло нашему номеру. Даже сейчас, когда я рассказываю людям об этом, лишь немногие верят мне. Однако я считаю, что басовый рифф и не обязан быть оригинальным.
Оригинальный текст (англ.)I played exactly the same notes as he did and it fitted our number perfectly. Even now, when I tell people about it, I find few of them believe me. Therefore I maintain that a bass riff doesn't have to be original.
— Цит. по сайту «Библия Битлз»

## Прочие кавер-версии
Песня перепевалась также такими известными группами и исполнителями, как The Rolling Stones (британская версия альбома Out of Our Heads, 1965 год), The Hollies (альбом Stay With The Hollies, 1964 год), Рики Нельсон (альбом Spotlight on Rick, 1964 год), Hurriganes (альбом Crazy Days, 1975 год) и многими другими.